# ريكوبا سودأمريكانا 2005
ريكوبا سودأمريكانا 2005 هو الموسم 13 من ريكوبا سودأمريكانا. أشرف على تنظيمه كونميبول، وكان عدد الأندية المشاركة فيه 2، وفاز فيه بوكا جونيورز.